# Indonesiëkunde
Indonesiëkunde, ook wel indologie of Indonesianistiek is de studie van het Indonesisch en de cultuur, religie en geschiedenis van Indonesië of Nederlands-Indië. Het wordt bestudeerd door een Indonesiëkundige, vaak ook aangeduid als Indoloog hoewel de laatste ook naar een Indiakundige kan verwijzen - met name in het Angelsaksische gebied. 
Tot 1950 kende Nederland specifieke indologie-opleidingen voor Nederlandse bestuursambtenaren voor de kolonie Nederlands-Indië. Deze opleidingen bestonden tussen 1825 en 1950 aan de universiteiten van Delft, Leiden en Utrecht. In  1950 stopte de opleiding Indologie aan de Universiteit Utrecht, net na de onafhankelijkheid van Indonesië. Vanwege deze  koloniale connotatie wordt aan de Universiteit Leiden nadien de term Indonesianist aangehouden.

## Opleiding
In België omvat de vakgroep "Talen en Culturen van Zuid- en Oost-Azië" van de Universiteit Gent een vakgebied Indologie. Deze vakgroep behoort tot de opleiding "Oosterse Talen en Culturen". In Nederland wordt Indonesiëkunde gedoceerd en bestudeerd aan de faculteit "Talen en Culturen van India en Tibet" van de Universiteit Leiden.